# Dielsiodoxa propullulans
Dielsiodoxa propullulans är en ljungväxtart som beskrevs av Albr. Dielsiodoxa propullulans ingår i släktet Dielsiodoxa och familjen ljungväxter. Inga underarter finns listade i Catalogue of Life.